# Henri Betti
Henri Betti (24 de julio de 1917–7 de julio de 2005), fue un compositor y pianista de nacionalidad francesa.
Compositor y pianista acompañante de Maurice Chevalier entre 1940 y 1945, Henri Betti es sobre todo conocido por haber compuesto la música de las canciones C'est si bon (letra de André Hornez), Mais qu’est-ce que j’ai ? (letra de Édith Piaf), Maître Pierre (letra de Jacques Plante) y Rien dans les mains, rien dans les poches (letra de André Hornez) que fueron editadas por Paul Beuscher e interpretadas por Yves Montand.

## Biografía
Su verdadero nombre era Ange Eugène Betti, y nació en Niza, Francia, en el seno de una familia modesta, siendo su padre un pintor de casas y su madre una pescadera. Su familia paterna era originaria de región de Emilia-Romaña, en Italia, habiendo nacido su abuelo en Parma, emigrando con su familia a Niza en 1893. La hermana de Henri Betti era la cantante lírica Freda Betti.
En 1935, él ingresó en el Conservatoire national supérieur de musique et de danse de París, que estaba entonces dirigido por Henri Rabaud, y donde estudió en la misma clase que Maurice Baquet, Paul Bonneau, Léo Chauliac, Henri Dutilleux, Louis Guglielmi, Pierre Spiers y Raymond Trouard. Fue alumno de Lazare Lévy en las clases de piano, y de Raymond Pech en la de armonía. En el año 1937 obtuvo el Premio de armonía.
Betti estaba decidido a llevar a cabo una carrera como pianista, pero en 1940, tras ser licenciado de su servicio militar en el 72 Batallón alpino de fortaleza en Brianzón, él conoció al compositor corso Roger Lucchesi en el Paseo de los Ingleses. El músico le dijo que había compuesto una canción para Maurice Chevalier, y le pidió que le acompañara al piano cuando presentara el tema en su propiedad, La Louque, en La Bocca. Maurice Chevalier rechazó la canción, pero pidió a Henri Betti que fuera su acompañante al piano. Durante sus giras como cantante, él tocaba la Balada nº 1 de Frédéric Chopin, entre dos canciones. Ansioso por renovar su repertorio, Chevalier le pidió también que le compusiera canciones. Henri Betti escribió la música de una cuarentena de temas con letras de Maurice Chevalier y de Maurice Vandair, entre ellas Notre espoir (1945), La Chanson du maçon (1941) y La Fête à Neu-Neu (1943). En la gira que Maurice Chevalier llevó a cabo en 1945, cantaba un total de quince canciones, catorce de las cuales eran composiciones de Henri Betti.
Betti ingresó en la SACEM en el año 1941 como compositor, siendo nombrado miembro definitivo en 1949. En 1951, participó con Albert Willemetz en la fundación del Comité du cœur, un fondo de seguros para artistas necesitados bajo la gestión de la SACEM, de la cual llegó a ser vicepresidente. Además, fue comisario del consejo de administración de la SACD entre 1961 y 1975, y miembro del consejo de administración de la SACEM en 1982, 1983, 1985 a 1987, y de 1989 a 1992.
Tras el final de la Segunda Guerra Mundial, obtuvo un gran éxito con Le Régiment des mandolines en 1946 y Le Chapeau à plumes en 1947 para Lily Fayol, Mais qu’est-ce que j’ai ? en 1947, Maître Pierre y Rien dans les mains, rien dans les poches en 1948 para Yves Montand y, sobre todo, C'est si bon en 1947 para Jean Marco con la orquesta de Jacques Hélian. Editada por Paul Beuscher, la canción fue interpretada por Les Sœurs Étienne y por Yves Montand antes de llegar a ser un estándar del jazz internacional gracias a Louis Armstrong, que la interpretó en 1950 en Nueva York con la orquesta de Sy Oliver y con letras inglesas de Jerry Seelen.
Desde 1949 a 1983 su producción musical fue abundante: revistas par el Lido de París, el Moulin Rouge, el Folies Bergère, el Olympia de París, el Stardust Resort & Casino y el Tropicana Resort & Casino de Las Vegas, además de numerosas operetas y piezas teatraes. En 1958 colaboró con Jean-Pierre Landreau para componer música de revistas para la sociedad Lido-Mélodies, cuyos miembros fundadores eran Jean Gruyer y Pierre Delvincourt. Al año siguiente trabajó con Bruno Coquatrix en componer la música de Paris mes amours y Avec (letra de André Hornez), canciones interpretadas por Joséphine Baker en el Olympia de París.
Fue también compositor de bandas sonoras cinematográficas en los años 1950, y para la televisión en los años 1960. Su banda sonora más conocida fue la de Honoré de Marseille (1957), en la cual Fernandel interpretaba tres canciones compuestas por Henri Betti con letras de Jean Manse. Una cuarta canción, C'est Noël, fue cortada en el montaje, e interpretada más adelante por Tino Rossi y Georges Guétary.
A principios de los años 1950, fue cantante en el music hall ABC, en el Teatro des Deux-Ânes, en cabarets parisinos como Le Bosphore y Chez Tonton, además de actuar en espectáculos estivales al aire libre en Niza, Cannes y Juan-les-Pins. Posteriormente actuó también en las salas Bobino y Gaumont-Palace, teniendo en la época como agente artístico a Johnny Stark.
A lo largo de su carrera musical, Henri Betti trabajó con los compositores Paul Bonneau, Gérard Calvi, Bruno Coquatrix, Jean-Pierre Landreau y Rolf Marbot, con los letristas André Berthomieu, Bourvil, Jean Boyer, Charlys, Maurice Chevalier, Jean Cosmos, Pierre Cour, Yves Favier, Pierre Gilbert, André Hornez, Jean Le Seyeux, Francis Lopez, Jean Manse, Jacques Mareuil, Jean Nohain, Édith Piaf, Jacques Pills, Jacques Plante, René Rouzaud, André Salvet, Pascal Sevran, Maurice Vandair, Henri Varna, Raymond Vincy y Albert Willemetz.
En 1953 interpretó al compositor y acompañante de la compañía de Jean Nohain en el film Soyez les bienvenus, cuya banda sonora también compuso.
Junto a Maurice Lehmann, en 1971 participó en la fundación de la ANAO (Association nationale des amis de l’opérette), sociedad de la cual él fue vicepresidente.
En 1987 compuse la música de su última canción, con letra de Pascal Sevran, C'est à Brasilia, que interpretaron Les Sœurs Étienne. Publicó una autobiografía, C’est si bon !, en 1993, editada por Embrasure.
En 2003 ingresó en la residencia Ger’Home, en Courbevoie, donde falleció dos años más tarde, a los 87 años de edad. Su funeral tuvo lugar en la Iglesia Saint-Pierre de Neuilly-sur-Seine. Sus restos fueron incinerados en el crematorio de Mont Valérien, en Nanterre, siendo enterradas las cenizas en el Cementerio viejo de Neuilly-sur-Seine.
Henri Betti se había casado el 30 de julio de 1949 en Bois-Colombes con la bailarina Françoise Engels, a la que había conocido en la opereta Baratin ese mismo año. La pareja tuvo tres hijos.

## Carrera

### Teatro

#### Operetas y piezas de teatro
- 1946-1947 : Mam'zelle Printemps, escenografía de Maurice Poggi, libreto de Georges-Marie Bernanose, letras de Maurice Vandair, Théâtre Moncey
- 1949-1952 : Baratin, escenografía de Alfred Pasquali, libreto de Jean Valmy, letras de André Hornez, L'Européen
- 1950-1951 : L'École des femmes nues, escenografía de Max Révol, libreto de Serge Veber, letra de Jean Boyer, Théâtre de l'Étoile
- 1953-1954 : Mobilette, escenografía de Jean-Marc Thibault, libreto de Serge Veber, letra de André Hornez, L'Européen
- 1957-1958 : Maria Flora, escenografía de Maurice Lehmann, libreto y letra de Raymond Vincy, Teatro del Châtelet
- 1957 : La Route qui Chante, escenografía de Alfred Pasquali, libreto y letra de Raymond Vincy, Cirque Medrano
- 1958 : Ta bouche bébé, escenografía de Maurice Poggi, texto de Jean Valmy, Comédie-Caumartin
- 1960-1961 : Le Mobile, escenografía de Jean-Pierre Grenier, diálogos de Alexandre Rivemale, Théâtre Fontaine
- 1960-1961 : Vive de..., escenografía de René Dupuy, diálogos de Robert Rocca, Théâtre Gramont
- 1961-1962 : Un certain Monsieur Blot, escenografía de René Dupuy, diálogos de Robert Rocca, Théâtre Gramont
- 1961-1962 : Les Béhohènes, escenografía de Jean-Pierre Darras, diálogos de Jean Cosmos, Théâtre du Vieux-Colombier
- 1969-1970 : Le Marchand de soleil, escenografía de Robert Manuel, libreto de Robert Thomas, letra de Jacques Mareuil, Teatro Mogador

#### Revistas
En el Casino de París
- 1942 : Pour toi Paris

En el Lido de París
- 1956 : C’est magnifique
- 1957 : Prestige
- 1959 : Avec plaisir
- 1961 : Pour vous
- 1962 : Suivez-moi

En el Folies Bergère
- 1955 : Ah ! Quelle Folie...
- 1958 : Folies Légères
- 1961 : Folies Chéries
- 1964 : Folies en Fêtes
- 1968 : Et vive la folie !
- 1972 : J’aime à la folie
- 1977 : Folie, je t’adore
- 1982 : Folies de Paris

En el Olympia de París
- 1959 : Paris mes amours

En el Moulin Rouge
- 1963 : Frou Frou
- 1965 : Frisson
- 1967 : Fascination
- 1970 : Fantastic
- 1973 : Festival
- 1976 : Follement
- 1979 : Frénésie
- 1983 : Femmes, Femmes, Femmes...

En el Broadway Theatre
- 1964 : Folies Bergère

### Filmografía

#### Cine
- 1952 : Une fille sur la route, de Jean Stelli
- 1953 : Cent francs par seconde, de Jean Boyer
- 1953 : Le Dernier Robin des Bois, de André Berthomieu
- 1953 : Soyez les bienvenus, de Pierre-Louis
- 1953 : Le Portrait de son père, de André Berthomieu
- 1954 : L'Œil en coulisses, de André Berthomieu
- 1955 : Le Chemin du paradis, de Willi Forst
- 1955 : Les deux font la paire, de André Berthomieu
- 1956 : Les Duraton d’André Berthomieu
- 1956 : La Joyeuse Prison, de André Berthomieu
- 1956 : Baratin, de Jean Stelli
- 1956 : Honoré de Marseille, de Maurice Régamey
- 1957 : L'Auberge en folie, de Pierre Chevalier
- 1959 : Cigarettes, Whisky et P'tites Pépées, de Maurice Régamey
- 1959 : Visa pour l'enfer, de Alfred Rode

#### Televisión
- 1963 : La Voix dans le verre, de Lazare Iglesis
- 1963 : L'Un d'entre vous, de Lazare Iglesis
- 1963 : Blagapar : Les Grecs, de Lazare Iglesis
- 1964 : Blagapar : Versailles, de Lazare Iglesis
- 1966 : La Chasse au météore, de Lazare Iglesis
- 1966 : L'École des cocottes, de Lazare Iglesis
- 1966 : Comment ne pas épouser un milliardaire, de Lazare Iglesis
- 1971 : La Petite Catherine, de Lazare Iglesis

### Actuaciones en la pantalla

#### Cine
- 1951 : Compositeurs et Chansons de Paris
- 1953 : Soyez les bienvenus
- 1954 : Les deux font la paire - Columbia France et
- 1954 : L'Œil en coulisses
- 1957 : Rendez-vous avec Maurice Chevalier n° 2

#### Televisión
- 1956 : 36 chandelles
- 1956 : La Joie de vivre
- 1957 : 36 chansons
- 1958 : 36 chandelles
- 1959 : La Joie de vivre
- 1960 : Toute la chanson
- 1960 : Au-delà de l'écran
- 1960 : Discorama
- 1962 : Dans la vie faut pas s'en faire
- 1972 : Hommage à Maurice Chevalier
- 1979 : Nous les artistes : Maurice Chevalier
- 1985 : Dimanche Martin
- 1988 : Soir 3
- 1988 : La Chance aux chansons
- 1990 : Midi 3
- 1993 : La Chance aux chansons
- 2001 : Les Refrains de la mémoire

### Canciones

#### Canciones compuestas
- Rose Avril
  - Le Manzanilla (letra de Maurice Vandair)
- Joséphine Baker
  - Avec (compuesta con Bruno Coquatrix, letra de André Hornez)
  - Paris mes Amours (compuesta con Bruno Coquatrix, letra de André Hornez)
- Armand Bernard
  - Octave (letra de Maurice Vandair)
- Silvana Blasi
  - Prends Garde à Toi (letra de André Hornez)
- Bourvil
  - En Nourrice (letra de Maurice Vandair y Bourvil)
- Maurice Chevalier
  - À Barcelone (letra de Maurice Chevalier)
  - Ali Ben Baba (letra de Maurice Chevalier)
  - Amuse-toi (letra de Maurice Chevalier)
  - Arc-en-Ciel (letra de Maurice Chevalier)
  - Bonsoir Messieurs Dames ! (letra de Maurice Vandair y Maurice Chevalier)
  - C’est comme ça (letra de Maurice Chevalier y Raymond Vincy)
  - C’était un Chanteur de Charme (letra de Maurice Chevalier)
  - La Chanson du Maçon (letra de Maurice Vandair y Maurice Chevalier)
  - Chanson Populaire (letra de Maurice Vandair y Maurice Chevalier)
  - Chapeau de Paille (letra de Albert Willemetz)
  - Deux Amoureux sur un Banc (letra de André Hornez)
  - La Fête à Neu-Neu (letra de Maurice Vandair y Maurice Chevalier)
  - Je n’ai Besoin que d’un Cœur (letra de Maurice Chevalier)
  - La Leçon de Piano (letra de Maurice Vandair)
  - Loulou (letra de Maurice Chevalier)
  - Madam’ Madame (letra de André Hornez)
  - Mandarinade (letra de Maurice Chevalier)
  - Môme de Môme (letra de Maurice Chevalier)
  - Mon P'tit Moustique (letra de André Hornez)
  - Monotonie (letra de Maurice Vandair y Maurice Chevalier)
  - Notre Espoir (letra de Maurice Chevalier)
  - On Veut tant s’Aimer (letra de Maurice Chevalier)
  - L’Orientale (letra de André Hornez)
  - Oui, Oui, Paris (letra de André Hornez)
  - Le p’tit Père la Taupe (letra de Maurice Chevalier)
  - La Polka des Barbus (letra de Maurice Chevalier)
  - Pour toi Paris ! (letra Maurice Chevalier y Henri Varna)
  - Le Régiment des Jambes Louis XV (letra de Maurice Chevalier)
  - Les Rondondons (letra de Maurice Vandair y Maurice Chevalier)
  - Toi… Toi… Toi… (letra de Maurice Chevalier)
- Les Compagnons de la chanson
  - Elle Chante (letra de René Rouzaud)
- Jean-Pierre Darras y Philippe Noiret
  - Consuela (letra de Jean Cosmos)
  - Marche Grecque (letra de Jean Cosmos)
  - Mon Grand (letra de Jean Cosmos)
  - Paris-Paname (letra de Jean Cosmos)
- André Dassary
  - La Route qui Chante (letra de Raymond Vincy)
- Suzy Delair
  - Faisons Semblant d’Être Amoureux (letra de André Hornez)
  - Grenelle (letra de André Hornez)
  - La Mobilette (letra de André Hornez)
- Les Djinns
  - Top Tipi Top (letra de Raymond Vincy)
- Dominique
  - Comme par Hasard (letra de Jacques Dambrois)
- Éliane Dorsay
  - Le Bonheur du Monde (letra de Maurice Vandair)
- Éliane Embrun
  - Au Fond de la Vallée... (letra de Tony Andal)
- Les Sœurs Étienne
  - C’est à Brasilia (letra de Pascal Sevran)
  - Ce n’est pas Lui (letra de André Hornez)
  - Donnez-moi tout ça (letra de André Hornez)
- Lily Fayol
  - Le Bandonéon (letra de Maurice Vandair)
  - Entre ses Bras (letra de André Hornez)
  - Le Régiment des Mandolines (letra de Maurice Vandair)
- Fernandel
  - C'est Noël (letra de Jean Manse)
  - Fais-moi Peur ! (letra de Yves Favier)
  - Oh ! Honoré (letra de Jean Manse)
  - Quel Plaisir ! Quel Travail ! (letra de Jean Manse)
  - Tout ça c’est Marseille (letra de Jean Manse)
  - Vacances (letra de Yves Favier)
- Henri Génès
  - Elle et Lui (letra de André Hornez)
  - Et puis (letra de André Hornez)
  - L’Oeil en Coulisse (letra de André Hornez y André Berthomieu)
  - On n’est pas des Manchots (letra de André Hornez y André Berthomieu)
  - La Pagaïa (letra de Jean Boyer)
  - Le Vrai Mambo (letra de André Hornez)
- Édith Georges
  - Comment me Préférez-vous ? (letra de Jean Boyer)
  - Oh ! Zoé (letra de André Hornez)
- Lynda Gloria
  - La Plus Belle Fille (letra de André Hornez)
- Georges Guétary
  - Au Volant d’une Auto (letra de André Hornez y René Rouzaud)
  - Cherchez la Femme (letra de André Hornez)
  - Tout Vient à Point (letra de André Hornez)
  - Toutes les Femmes (letra de André Hornez y René Rouzaud)
  - Vive le Camping (letra de André Hornez y René Rouzaud)
- Rudy Hirigoyen
  - L’Auberge Fleurie (compuesta con Rolf Marbot, letra de André Salvet y Francis Lopez)
  - Bonjour à Paris (letra de Raymond Vincy)
  - Le Marché de Santa Cruz (letra de Raymond Vincy)
  - Maria (letra de Raymond Vincy)
  - Mia Cara Carina (letra de Raymond Vincy)
  - La Porte du Soleil (letra de Raymond Vincy)
  - Ragazzinella (letra de Raymond Vincy)
  - Sur ma Charrette Sicilienne (letra de Raymond Vincy)
  - Va ! (letra de André Salvet)
- Christiane Jacquier
  - La Fontaine de Saint Eloi (letra de Jean Nohain)
  - La Pluie et le Beau Temps (letra de Jean Nohain)
- Liliane Lanson
  - Choisir un Mari (letra de Raymond Vincy)
- Roger Lanzac
  - Ollé, Ollé… Tickets, Tickets... (letra de Jean Nohain)
  - La Pluie et le Beau Temps (letra de Jean Nohain)
  - Touchant, Touchant (letra de Jean Nohain)
- Lilo
  - C’est pas d’ma Faute (letra de Raymond Vincy)
  - Toute Seule à Paris (letra de Raymond Vincy)
- Lucien Lupi
  - Coucher Dessus, Coucher Dessous (letra de André Hornez)
  - Faisons Semblant d’Être Amoureux (letra de André Hornez)
- Rose Mania
  - Les Pépées de Papeete (letra de André Hornez)
- Jean Marco
  - C'est si bon (letra de André Hornez)
  - Le Chapeau à Plumes (letra de Maurice Vandair)
  - Le Charbon de la Ruhr (letra de Maurice Vandair)
- Léo Marjane
  - Incrédulité (letra de Maurice Vandair)
- Monique Maurène
  - L’Amour ! L’Amour ! (letra de Jean Nohain)
- Armand Mestral
  - Le Beau Pedro (letra de Jean Nohain)
- Yves Montand
  - Mais qu’est-ce que j’ai ? (letra de Édith Piaf)
  - Maître Pierre (letra de Jacques Plante)
  - Rien dans les mains, rien dans les poches (letra de André Hornez)
- Marcel Mouloudji
  - Y’a pas d’quoi (letra de André Hornez)
- Roger Nicolas
  - App’lez-moi l’Gérant (letra de André Hornez)
  - Les Baobabs (letra de André Hornez)
  - Baratin (letra de André Hornez)
- Clairette Oddera
  - Une Aiguille dans un Tas de Foin (letra de Maurice Vandair)
  - Si tu Voulais (letra de Maurice Vandair)
  - Toujours d'Accord (letra de Maurice Vandair)
- Paola
  - Le Tambour du Régiment (letra de Raymond Vincy)
- Jean Philippe
  - Les Étangs de Sologne (letra de Paul Vialar)
- Jacques Pills
  - Confidences (letra de Jean Boyer)
  - Dictionnaire (letra de Jacques Pills)
  - Je Cherche un Cœur (letra de Jean Boyer)
  - Mais où donc ? (letra de Jean Boyer)
- Michel Roger
  - Je Cherche une Étoile (letra de René Rouzaud)
  - Sérénade au Nuage (letra de Maurice Vandair)
- Tino Rossi
  - Il Fait Beau (letra de Jacques Mareuil)
  - Si j’Étais Marin (letra de Jacques Mareuil)
  - Si tu Voulais m’Aimer (compuesta con Jean-Pierre Landreau, letra de André Hornez)
- Dominique Tirmont
  - Corps et Âme (letra de André Hornez)
  - Du Moment… (letra de André Hornez)

#### Canciones orquestadas
- 1945 :
  - C'est la Fête au Pays (música de Henri Bourtayre), Chanson Populaire, Mandarinade y Le p'tit Père la Taupe, interpretación de Maurice Chevalier
- 1948 :
  - Maître Pierre, interpretación de Yves Montand
- 1963 :
  - Consuela, Paris-Paname, Mon Grand y Marche Grecque, interpretación de Jean-Pierre Darras y Philippe Noiret

#### Canciones interpretadas
- 1946 :
  - Le Régiment des Mandolines, en dúo con Jo Charrier, orquestación de Jacques Hélian
- 1949 :
  - Les Baobabs, orquestación de Ray Ventura

#### Canciones adaptadas en inglés
- 1949 :
  - C'est si bon, letra de Jerry Seelen, interpretación de Johnny Desmond
  - Mais qu’est-ce que j’ai ?, letra de Harold Rome, interpretación de Édith Piaf
- 1951 :
  - Maître Pierre, letra de Mitchell Parish, interpretación de The Andrews Sisters
- 1956 :
  - Donnez-moi tout ça, letra de William Engvick, interpretación de Don Cherry

## Discografía
- Les Chansons de ma Jeunesse : Henri Betti, Marianne Mélodie, Roubaix, 2016.